# Chassidismus

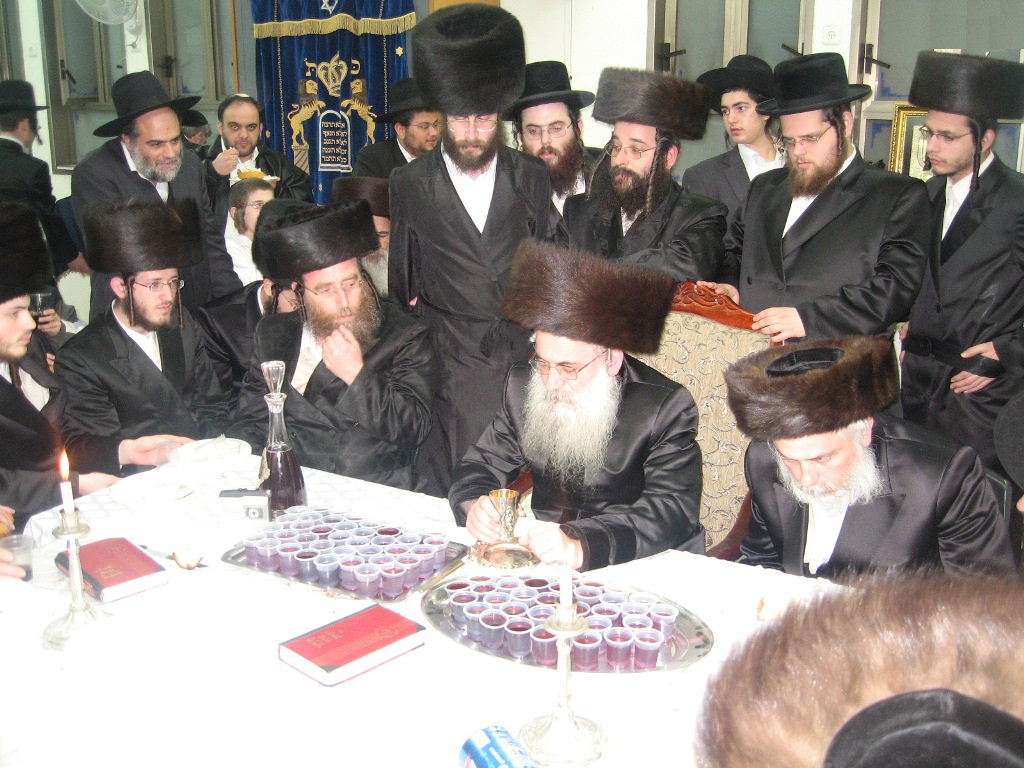
Der Rebbe von Botoschan mit seinen Chassidim (und einigen nicht-chassidischen Gästen)

Der Chassidismus (auch Hassidismus geschrieben; von hebräisch חסידות chassidut, chassidus, deutsch ‚Frömmigkeit‘) ist eine religiöse, stark traditionsorientierte und in ihren Ursprüngen auch mystische Strömung, die dem ultraorthodoxen oder charedischen Judentum angehört. Er entstand im 18. Jahrhundert unter den osteuropäischen Juden, hat seine Zentren heute aber infolge des Holocausts in erster Linie in den Vereinigten Staaten von Amerika und in Israel. Seine Anhänger, die Chassidim oder eingedeutscht Chassiden (Aussprache [χaˈsiːden]), organisieren sich in zahlreichen Gruppierungen, die je von einem Admor (auch Rebbe oder Zaddik genannt) angeführt werden, deren Amt sich dynastisch über die Generationen vererbt. 2016 gab es über 130.000 chassidische Familien weltweit und mehr als 230 Rebbes.

## Entstehung
Verschiedene Gründe führten zur Herausbildung des Chassidismus. Einer war die Popularisierung der mystischen Überlieferung der Kabbala im 17. Jahrhundert, ein anderer der Zerfall der traditionellen jüdischen Autoritätsstrukturen im Königreich Polen des 18. Jahrhunderts.
Der Legende nach ist Israel ben Elieser (um 1700–1760), genannt Baal Schem Tov („Meister des guten Namens“), der Begründer des osteuropäischen Chassidismus. Seine Gründungsreisen wurden dokumentiert, in denen er als Wunderheiler und Exorzist von Dämonen und bösen Geistern (shaydim) auftrat. Die spätere chassidische Hagiographie spielte die Bedeutung seiner Wunderheilertätigkeit und seiner magischen Praktiken herunter und betonte dagegen sein Charisma, seine Lehre und Anziehung auf Menschen und seine ekstatische Persönlichkeit. Er war Waise und genoss wenig jüdische Bildung. Gemäß der späteren chassidischen Legende soll er aber Visionen gehabt haben, in denen ihm der Prophet Ahija von Schilo erschienen sein soll, der als Lehrer des bedeutenden Propheten Elija gilt. Zu seinen wichtigsten Nachfolgern gehören Rabbi Dow Bär, der „Maggid von Mesritsch“, und Rabbi Jakob Josef von Polonoje.
Innerhalb eines Jahrhunderts verbreitete sich der Chassidismus in den jüdischen Gemeinden Polen-Litauens und des östlichen Österreich-Ungarns.

## Inhalte

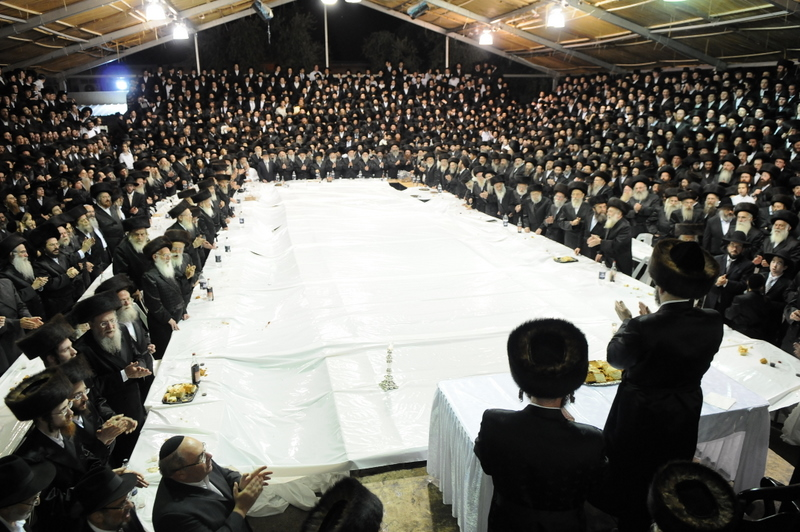
Wichtigste chassidische Gemeinschaftsfeier ist der vom Zaddik geleitete tisch, der je nach chassidischer Gemeinschaft an jedem Feiertag oder zusätzlich auch jeden Samstag/Schabbat (schabbes) zelebriert wird. Ein tisch besteht aus dem im Judentum üblichen Gemeinschaftsmahl mit Kiddusch und folgenden Niggun-Gesängen, die hier aber lang anhaltend gesungen und getanzt werden. Foto mit Erlaubnis von Eli Segal

Der Baal Schem Tov und seine Nachfolger betonten den Wert des traditionellen Studiums der Tora und der mündlichen Überlieferung, des Talmud und seiner Kommentare. Daneben gewann die mystische Tradition der Kabbala erheblichen Einfluss. Über dieses Studium hinaus steht im Chassidismus das persönliche und gemeinschaftliche religiöse Erlebnis an vorderster Stelle.
Die Chassidim (Mehrzahl von Chassid) versammeln sich besonders am Schabbat und den jüdischen Festtagen um ihren Rabbi (jiddisch Rebbe), um in Gebet, Liedern und Tänzen und auch religiöser Ekstase Gott näher zu kommen.
Der chassidische Rabbi, genannt Zaddik („Gerechter“, „Bewährter“, von hebräisch zedek „Gerechtigkeit“) oder Admor, ist ein charismatischer Führer und Mittelpunkt der Gemeinde und gibt die chassidischen Lehren – oftmals in Form von Erzählungen und Gleichnissen – an seine Schüler weiter. Berühmtes Beispiel für einen Zaddik ist Rabbi Nachman von Brazlaw, Urenkel des Baal Schem Tov und Gründer einer eigenen chassidischen Richtung, des Brazlawer Chassidismus. Jedes Jahr zum jüdischen Neujahrsfest treffen sich tausende Chassiden in Uman in der Ukraine, da das Verbringen des jüdischen Neujahrs Rosch ha-Schana an dessen Grab als glücksbringend gilt.
Im Chassidismus kommt der Musik, die nach mystischer Anschauung einen göttlichen Ursprung hat, eine zentrale Bedeutung zu. Gesangsmelodien (Niggunim) wurden teilweise sogar höher gewertet als gesprochene Gebete. Chassidim sprachen dem Zaddik die Fähigkeit zu, durch Gesang die Seele eines Menschen auszuloten und sie in eine höhere Existenzebene zu versetzen. Viele Melodien wurden von Volksliedern übernommen und uminterpretiert. Auch dem Tanz kommt im Chassidismus eine wichtige Rolle zu. In diesem wird der Gottesdienst nicht nur mit der Seele, sondern mit dem ganzen Körper vollzogen.

## Gegner des Chassidismus
Zur Zeit seiner Entstehung erwuchs dem Chassidismus innerhalb des Judentums Widerstand aus zwei entgegengesetzten Richtungen: einerseits aus den Reihen der Misnagdim (sephardische Aussprache: Mitnagdim, wörtlich: „Gegner“). Dies waren talmudisch geschulte Kreise, vor allem in litauischen Jeschiwot. Wichtigster Vertreter der Misnagdim war der Gaon von Wilna, der 1772 und 1782 den Chassidismus mit einem Bann belegte. Er befürchtete aufgrund der Spontaneität und der Lebenslust der Chassidim Nachlässigkeit bei der Erfüllung der Mitzwot („Gebote“); auf Unverständnis stieß auch die Ablehnung von Kasteiung und asketischer Lebensweise seitens der Chassidim und die Forderung, dass selbst ein Zaddik Teschuva (hebr. „Umkehr, Rückkehr, Buße“) tun muss, um sich spirituell weiterzuentwickeln.
Andererseits empfanden die Maskilim, die Aufklärer wie Josef Perl, den Chassidismus als rückständig. Zwischen säkular geprägter, rationaler Aufklärung und der Mystik des Chassidismus entstand eine schwer überwindbare tiefe Kluft.

## BekannteTzaddikimundRebbes

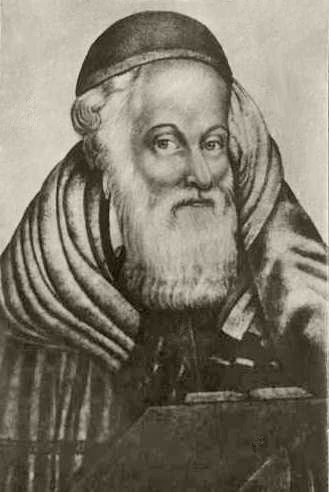
Mosche Teitelbaum

Die bekanntesten chassidischen Tzaddikim im 18. und 19. Jahrhundert, deren Leben auch von Chajim Bloch in seiner Sammlung Chassidische Geschichten nacherzählt werden, sind folgende:
- Israel ben Elieser, genannt Baal Schem Tov (um 1700 – 1760)
- Dow Bär, der Maggid von Meseritsch (um 1710 – 1772)
- Jakob Josef von Polonoje (gest. 1782)
- Elimelech von Lyschansk (1717–1787)
- Schmelke von Nikolsburg (1726–1778)
- Menachem Mendel von Witebsk (um 1730 – um 1788)
- Nachum von Tschernobyl (1730–1787)
- Jechiel Michael von Zloczow (1731–1786)
- Pinchas von Koretz (gest. 1791)
- Menachem Mendel ben Meir (Menachem Mendel von Rymanów) (1745–1815)
- Sussja von Hanipol (gest. 1800)
- Mosche Chajim Efraim von Sedilkow (gest. 1800)
- Wolf von Zbaraz (gest. 1800)
- Israel Hapstein von Koschnitz, der Maggid von Kozienice (1733–1814)
- Levi Jizchak von Berditschew (1740–1810)
- Schneur Salman (1745–1812), Begründer der Chabad-Bewegung
- Mosche Leib von Sassow (1745–1807)
- Abraham Jehoschua Heschel von Apta (1748–1825)
- Baruch von Tulczyn und Medziborz (1757–1810)
- Mosche Teitelbaum (1759–1841)
- Naftali von Ropschütz (1760–1827)
- Simcha Bunem von Przysucha (1765–1827)
- Jaakow Jizchak von Przysucha, der „Heilige Jude“ (1766–1814)
- Rabbi Nachman (1772–1810)
- Jaakow Jizchak Horowitz, der Seher von Lublin (gest. 1815)
- Mendel von Rymanow (gest. 1815)
- Eisick von Kalew (gest. 1821)
- Mendel von Kassow (gest. 1825)
- Uri von Strelisk (gest. 1825)
- Hirsch von Zydatschow (gest. 1831)
- Mosche von Sawrany (gest. 1844)
- Schalom Rokeach (1779–1855), der Begründer der Belzer Dynastie
- Meir von Przemyschlany (1787–1858)
- Jitzchak Meir Alter (1798–1866), der Begründer der Ger-Dynastie
- Chaim Halberstam (1793–1876)
- Rabbi Jakob Samson von Kossow (gest. 1880)

## Nachkriegs-Chassidismus
Chassidische Traditionen wurden in Europa mit der Vernichtung der osteuropäischen Juden durch den Nationalsozialismus beinahe ausgelöscht. In Israel (besonders in Bnei Brak und Jerusalem), Nordamerika (besonders in den Regionen New York und Montréal) und auch in Westeuropa (London, Manchester, Antwerpen, Zürich, Wien) konnte sich der Chassidismus erfolgreich reorganisieren und befindet sich heute aufgrund des starken Bevölkerungswachstums innerhalb der chassidischen Gruppen wieder in einem starken Aufschwung.
Die zahlenmäßig größte Gruppe sind die Satmarer (26.100 Familien; ursprünglich aus Satu Mare im heute rumänisch-ungarischen Grenzgebiet stammend). Die bekannteste chassidische Gemeinschaft der Gegenwart stellt die Chabad-Bewegung (auch Lubawitscher genannt) dar mit über 16.500 Familien insgesamt, ursprünglich aus Ljubawitschi im heute russisch-belarussischen Grenzgebiet stammend. Weitere größere Gemeinschaften sind die Gerer (11.900 Familien; ursprünglich aus Góra Kalwaria bei Warschau stammend), die verschiedenen Wischnitzer Sekten (insgesamt 9.200 Familien, geteilt zwischen vier Hauptdynastien; ursprünglich aus Wyschnyzja in der Bukowina stammend), die Belser (7.500 Familien; ursprünglich aus dem galizianischen Bels stammend) und die Brazlawer (7.100 Familien; ursprünglich aus Brazlaw in der Ukraine). Daneben gibt es zahlreiche weitere kleine Gruppierungen. Für 2016 rechnete man mit über 130.000 chassidischen Familien weltweit und mehr als 230 Zaddikim.
Die verschiedenen chassidischen Gruppen unterscheiden sich heutzutage in ihrer Lehre. Die Rebbes der Sanzer, Satmarer und Belser beispielsweise legen Wert auf das Studium der Tora und dementsprechend auf eine strikte Einhaltung von deren Regeln und der Tradition. Andere Gruppierungen wie die Wischnitzer vertreten eine charismatische Linie, in welcher der Zaddik im Zentrum der Bewunderung und Verehrung steht. Einige wenige Gruppierungen wie diejenigen der Siditschower pflegen heute noch die mystische Spiritualität des 18. Jahrhunderts und ermutigen die Mitglieder zum Studium der Kabbala. Wieder andere legen den Fokus auf Kontemplation und innere Perfektion. In der Regel finden sich aber bei allen chassidischen Gruppierungen verschiedene Kombinationen und Gewichtungen der vorgenannten Aspekte.
Martin Buber (1878–1965) hat Anfang des 20. Jahrhunderts den Chassidismus über viele Jahre untersucht und mehrere Bücher darüber geschrieben. Buber wurde jedoch in manchen akademischen Kreisen als Nostalgiker, Romantiker und Verfälscher kritisiert.

## Dokumentation
- Heidi Ewing, Rachel Grady: One of Us. USA, 2017.

## Belege
1. ↑  Encyclopaedia Judaica. 2. Auflage. Band 10, S. 744, Haim Hillel Ben-Sasson (englisch).
2. ↑  Peretz Golding: The Baal Shem Tov—A Brief Biography – Jewish History. Chabad.org, abgerufen am 12. März 2013 (englisch).
3. ↑  In Uman erschienen zur Feier des jüdischen neuen Jahres fast 30.000 Chassidim, unian, 14. September 2015
4. ↑  Ḥasidism. In: Encyclopaedia Judaica. Band 8: (Gos–Hep). 2. Auflage. Keter Publishing House, 2007, S. 393–434, hier S. 427
5. ↑  Shmuel Barzilai: Musik und Exstase (Hitlahavut) im Chassidismus. Peter Lang GmbH, Frankfurt a. M. 2007, ISBN 978-3-631-55666-5, S. 72.
6. ↑  Yosef Yitzchak Schneerson von Lubawitsch: Kuntres Bikur Chicago. New York 1955, S. 22–24; keine ISBN
7. ↑  Marcin Wodziński: Historical Atlas of Hasidism. Cartography by Waldemar Spallek. Princeton University Press, Princeton/Oxford 2018, S. 192–205.
8. ↑  Joseph Dan: A Bow to Frumkinian Hasidism. In: Modern Judaism. Mai 1991, JSTOR:1396266 (englisch).